# Jonathan Blues Band
Die Jonathan Blues Band ist eine Berliner Band und spielt vornehmlich Bluesrock, inspiriert von Johnny Winter und Stevie Ray Vaughan. Wesentlich beeinflusst wird der typische Jonathan-Sound von Hagen Dyballa und Mathias Fuhrmann, die als Vertreter der Heavy-Rhythm-Variante im Blues gelten. Die Band gehörte in den 1980er Jahren zur Blueserszene, einer DDR-spezifischen Jugendkultur, und ist bis heute aktiv.

## Bandgeschichte
Jonathan wurde 1980 als Amateurband vom „Blues-Pabst“ Peter Pabst in Ost-Berlin gegründet und entwickelte sich recht schnell zu einer der Spitzenbands in der ostdeutschen Bluesszene. Die Gründungsmitglieder hatten zuvor in anderen Bands das Blueshandwerk erlernt. Pabst kam von Hollys Bluesband, Dyballa von Passat und Kersten hatte zuvor mit Stefan Diestelmann bei Vai hu gespielt.

### Gründungsbesetzung
- Peter Pabst (Gitarre, Gesang)
- Hagen Dyballa (Bass, Gesang)
- Ulrich Kersten (Schlagzeug)

1986 wechselte die Band ins Profilager. Im gleichen Jahr verließ Ulrich Kersten die Band. Für ihn kam Detlef „Delle“ Kriese in die Band, der zuvor bei Passion, Cäsars Rockband und später bei der Klaus Renft Combo getrommelt hat. Im Jahr 1987 erschien ihr erstes und bisher einziges Album Überdruck beim DDR-Label Amiga. Von 1988 bis 1995 saß Jürgen Schötz am Schlagzeug. Für ihn kam Mathias Fuhrmann neu in die Band.
Die Band spielt in der klassischen Dreier-Besetzung, wird aber durch national und international bekannte Musiker (Peter Thorup, A. Cooper, Igor Flach, Bernd Kleinow, Matthias Matze Stolpe, Hans die Geige, Ed Swillms u. a.) ergänzt. Nach der Wende in der DDR trat die Band auch als Vorgruppe internationaler Stars wie John Mayall und Johnny Winter auf. Ab 2002 arbeitete die Band erfolgreich mit der Solistin Christiane Ufholz zusammen. Seit einigen Jahren ist die Band Veranstalter der East Blues Session, die regelmäßig während des
Köpenicker Blues und Jazzfestivals in Berlin stattfindet.

### Aktuelle Besetzung
- Peter Pabst (Gitarre, Gesang)
- Hagen Dyballa (Bass, Gesang)
- Mathias Fuhrmann (Schlagzeug)

## Diskografie
- 1987: Überdruck (Amiga)